# Hon'inbō 1954
L'Hon'inbō 1954 è stata la nona edizione del torneo goistico giapponese Hon'inbō. 

## Svolgimento
- W indica vittoria col bianco
- B indica vittoria col nero
- X indica la sconfitta
- +R indica che la partita si è conclusa per abbandono
- +N indica lo scarto dei punti a fine partita
- +F indica la vittoria per forfeit
- +T indica la vittoria per timeout
- +? indica una vittoria con scarto sconosciuto
- V indica una vittoria in cui non si conosce scarto e colore del giocatore

### Qualificazioni
|  | Primo turno     | Primo turno     | Primo turno |  |  | Secondo turno     | Secondo turno     | Secondo turno     |  |                 | Semifinali      | Semifinali  | Semifinali |  |  | Finale | Finale | Finale |
|  |                 |                 |             |  |  |                   |                   |                   |  |                 |                 |             |            |  |  |        |        |        |
|  | Hisashi Seo     |                 |             |  |  |                   |                   |                   |  |                 |                 |             |            |  |  |        |        |        |
|  | Goro Suzuki     | Goro Suzuki     | V           |  |  | Goro Suzuki       | Goro Suzuki       | V                 |  |                 |                 |             |            |  |  |        |        |        |
|  |                 |                 |             |  |  | Takeshi Sumino    |                   |                   |  |                 |                 |             |            |  |  |        |        |        |
|  |                 |                 |             |  |  |                   |                   |                   |  | Goro Suzuki     | Goro Suzuki     | V           |            |  |  |        |        |        |
|  | Hideo Aoyagi    | Hideo Aoyagi    | V           |  |  |                   | Hideyuki Fujisawa | Hideyuki Fujisawa |  |                 |                 |             |            |  |  |        |        |        |
|  | Toshi Hoshino   | Toshi Hoshino   |             |  |  | Hideo Aoyagi      | Hideo Aoyagi      |                   |  |                 |                 |             |            |  |  |        |        |        |
|  |                 |                 |             |  |  | Hideyuki Fujisawa | Hideyuki Fujisawa | V                 |  |                 |                 |             |            |  |  |        |        |        |
|  |                 |                 |             |  |  |                   |                   |                   |  |                 | Goro Suzuki     | Goro Suzuki | V          |  |  |        |        |        |
|  | Shoji Hashimoto | Shoji Hashimoto | V           |  |  |                   | Shoji Hashimoto   | Shoji Hashimoto   |  |                 |                 |             |            |  |  |        |        |        |
|  | Masao Iwata     | Masao Iwata     |             |  |  | Shoji Hashimoto   | Shoji Hashimoto   | V                 |  |                 |                 |             |            |  |  |        |        |        |
|  |                 |                 |             |  |  | Yutaro Nakamura   |                   |                   |  |                 |                 |             |            |  |  |        |        |        |
|  |                 |                 |             |  |  |                   |                   |                   |  | Shoji Hashimoto | Shoji Hashimoto | W+7,5       |            |  |  |        |        |        |
|  |                 |                 |             |  |  |                   | Kaoru Iwamoto     |                   |  |                 |                 |             |            |  |  |        |        |        |
|  |                 |                 |             |  |  | Kazuo Mukai       |                   |                   |  |                 |                 |             |            |  |  |        |        |        |
|  |                 |                 |             |  |  | Kaoru Iwamoto     | Kaoru Iwamoto     | V                 |  |                 |                 |             |            |  |  |        |        |        |
|  |                 |                 |             |  |  |                   |                   |                   |  |                 |                 |             |            |  |  |        |        |        |

|  | Primo turno     | Primo turno     | Primo turno |  |  | Secondo turno       | Secondo turno       | Secondo turno       |   |                | Semifinali     | Semifinali | Semifinali |  |  | Finale | Finale | Finale |
|  |                 |                 |             |  |  |                     |                     |                     |   |                |                |            |            |  |  |        |        |        |
|  | Arata Nakagawa  | Arata Nakagawa  | V           |  |  |                     |                     |                     |   |                |                |            |            |  |  |        |        |        |
|  | Keishi Hisai    | Keishi Hisai    |             |  |  | Arata Nakagawa      | Arata Nakagawa      |                     |   |                |                |            |            |  |  |        |        |        |
|  |                 |                 |             |  |  | Kazuo Sometani      | Kazuo Sometani      | V                   |   |                |                |            |            |  |  |        |        |        |
|  |                 |                 |             |  |  |                     |                     |                     |   | Kazuo Sometani |                |            |            |  |  |        |        |        |
|  | Tadashi Matsura | Tadashi Matsura | V           |  |  |                     | Akira Hasegawa      | Akira Hasegawa      | V |                |                |            |            |  |  |        |        |        |
|  | Yoshiro Miwa    | Yoshiro Miwa    |             |  |  | Tadashi Matsura     | Tadashi Matsura     |                     |   |                |                |            |            |  |  |        |        |        |
|  |                 |                 |             |  |  | Akira Hasegawa      | Akira Hasegawa      | V                   |   |                |                |            |            |  |  |        |        |        |
|  |                 |                 |             |  |  |                     |                     |                     |   |                | Akira Hasegawa |            |            |  |  |        |        |        |
|  | Sunao Sato      | Sunao Sato      | V           |  |  |                     | Toshihiro Shimamura | Toshihiro Shimamura | V |                |                |            |            |  |  |        |        |        |
|  | Yukio Okubo     | Yukio Okubo     |             |  |  | Sunao Sato          | Sunao Sato          |                     |   |                |                |            |            |  |  |        |        |        |
|  |                 |                 |             |  |  | Toshiro Yamabe      | Toshiro Yamabe      | V                   |   |                |                |            |            |  |  |        |        |        |
|  |                 |                 |             |  |  |                     |                     |                     |   | Toshiro Yamabe |                |            |            |  |  |        |        |        |
|  |                 |                 |             |  |  |                     | Toshihiro Shimamura | Toshihiro Shimamura | V |                |                |            |            |  |  |        |        |        |
|  |                 |                 |             |  |  | Shin Tainaka        |                     |                     |   |                |                |            |            |  |  |        |        |        |
|  |                 |                 |             |  |  | Toshihiro Shimamura | Toshihiro Shimamura | V                   |   |                |                |            |            |  |  |        |        |        |
|  |                 |                 |             |  |  |                     |                     |                     |   |                |                |            |            |  |  |        |        |        |

|  | Primo turno         | Primo turno         | Primo turno |  |  | Secondo turno       | Secondo turno       | Secondo turno       |     |                 | Semifinali      | Semifinali | Semifinali |  |  | Finale | Finale | Finale |
|  |                     |                     |             |  |  |                     |                     |                     |     |                 |                 |            |            |  |  |        |        |        |
|  | Shuchi Kubouchi     |                     |             |  |  |                     |                     |                     |     |                 |                 |            |            |  |  |        |        |        |
|  | Reiki Magari        | Reiki Magari        | V           |  |  | Reiki Magari        | Reiki Magari        |                     |     |                 |                 |            |            |  |  |        |        |        |
|  |                     |                     |             |  |  | Itaro Mitsuhara     | Itaro Mitsuhara     | V                   |     |                 |                 |            |            |  |  |        |        |        |
|  |                     |                     |             |  |  |                     |                     |                     |     | Itaro Mitsuhara | Itaro Mitsuhara | V          |            |  |  |        |        |        |
|  | Etsuo Suzuki        | Etsuo Suzuki        |             |  |  |                     | Shigeyuki Takahashi | Shigeyuki Takahashi |     |                 |                 |            |            |  |  |        |        |        |
|  | Shigeyuki Takahashi | Shigeyuki Takahashi | V           |  |  | Shigeyuki Takahashi | Shigeyuki Takahashi | V                   |     |                 |                 |            |            |  |  |        |        |        |
|  |                     |                     |             |  |  | Yutaro Hayashi      |                     |                     |     |                 |                 |            |            |  |  |        |        |        |
|  |                     |                     |             |  |  |                     |                     |                     |     |                 | Itaro Mitsuhara |            |            |  |  |        |        |        |
|  | Yoshimi Fujiki      | Yoshimi Fujiki      |             |  |  |                     | Masao Sugiuchi      | Masao Sugiuchi      | B+R |                 |                 |            |            |  |  |        |        |        |
|  | Momoichi Iyomoto    | Momoichi Iyomoto    | V           |  |  | Momoichi Iyomoto    | Momoichi Iyomoto    |                     |     |                 |                 |            |            |  |  |        |        |        |
|  |                     |                     |             |  |  | Takeo Kajiwara      | Takeo Kajiwara      | V                   |     |                 |                 |            |            |  |  |        |        |        |
|  |                     |                     |             |  |  |                     |                     |                     |     | Takeo Kajiwara  |                 |            |            |  |  |        |        |        |
|  |                     |                     |             |  |  |                     | Masao Sugiuchi      | Masao Sugiuchi      | V   |                 |                 |            |            |  |  |        |        |        |
|  |                     |                     |             |  |  | Yoshinori Murashima |                     |                     |     |                 |                 |            |            |  |  |        |        |        |
|  |                     |                     |             |  |  | Masao Sugiuchi      | Masao Sugiuchi      | V                   |     |                 |                 |            |            |  |  |        |        |        |
|  |                     |                     |             |  |  |                     |                     |                     |     |                 |                 |            |            |  |  |        |        |        |

|  | Primo turno      | Primo turno      | Primo turno |  |  | Secondo turno    | Secondo turno    | Secondo turno    |  |                 | Semifinali      | Semifinali    | Semifinali |  |  | Finale | Finale | Finale |
|  |                  |                  |             |  |  |                  |                  |                  |  |                 |                 |               |            |  |  |        |        |        |
|  | Michiharu Sato   |                  |             |  |  |                  |                  |                  |  |                 |                 |               |            |  |  |        |        |        |
|  | Yoshio Segawa    | Yoshio Segawa    | V           |  |  | Yoshio Segawa    | Yoshio Segawa    | V                |  |                 |                 |               |            |  |  |        |        |        |
|  |                  |                  |             |  |  | Masayoshi Fukuda |                  |                  |  |                 |                 |               |            |  |  |        |        |        |
|  |                  |                  |             |  |  |                  |                  |                  |  | Yoshio Segawa   |                 |               |            |  |  |        |        |        |
|  | Ichiro Nabeshima | Ichiro Nabeshima | V           |  |  |                  | Ichiro Nabeshima | Ichiro Nabeshima |  |                 |                 |               |            |  |  |        |        |        |
|  | Yoshinori Kano   | Yoshinori Kano   |             |  |  | Ichiro Nabeshima | Ichiro Nabeshima | V                |  |                 |                 |               |            |  |  |        |        |        |
|  |                  |                  |             |  |  | Masami Shinohara |                  |                  |  |                 |                 |               |            |  |  |        |        |        |
|  |                  |                  |             |  |  |                  |                  |                  |  |                 | Yoshio Segawa   | Yoshio Segawa | V          |  |  |        |        |        |
|  | Hiraku Kariya    | Hiraku Kariya    |             |  |  |                  | Senjin Hosokawa  | Senjin Hosokawa  |  |                 |                 |               |            |  |  |        |        |        |
|  | Shuzo Ohira      | Shuzo Ohira      | V           |  |  | Shuzo Ohira      | Shuzo Ohira      |                  |  |                 |                 |               |            |  |  |        |        |        |
|  |                  |                  |             |  |  | Senjin Hosokawa  | Senjin Hosokawa  | V                |  |                 |                 |               |            |  |  |        |        |        |
|  |                  |                  |             |  |  |                  |                  |                  |  | Senjin Hosokawa | Senjin Hosokawa | B+0,5         |            |  |  |        |        |        |
|  |                  |                  |             |  |  |                  | Nobuaki Maeda    |                  |  |                 |                 |               |            |  |  |        |        |        |
|  |                  |                  |             |  |  | Dogen Handa      |                  |                  |  |                 |                 |               |            |  |  |        |        |        |
|  |                  |                  |             |  |  | Nobuaki Maeda    | Nobuaki Maeda    | V                |  |                 |                 |               |            |  |  |        |        |        |
|  |                  |                  |             |  |  |                  |                  |                  |  |                 |                 |               |            |  |  |        |        |        |

### Torneo degli sfidanti
| Giocatore           | E.S.  | U.H.  | S.M. | T.S.  | M.S. | G.S.  | Y.S.  | M.K. | Risultato | Note                    |
| ------------------- | ----- | ----- | ---- | ----- | ---- | ----- | ----- | ---- | --------- | ----------------------- |
| Eio Sakata          | –     | W+4,5 | B+R  | X     | X    | W+R   | X     | \    | 3-3       | Retrocesso              |
| Utaro Hashimoto     | X     | –     | X    | B+3,5 | X    | B+6,5 | W+R   | \    | 3-3       |                         |
| Shuyo Miyashita     | X     | B+0,5 | –    | W+1,5 | X    | W+6,5 | B+R   | \    | 4-2       |                         |
| Toshihiro Shimamura | B+R   | X     | X    | –     | W+R  | B+R   | W+3,5 | \    | 4-2       |                         |
| Masao Sugiuchi      | W+2,5 | B+4,5 | W+R  | X     | –    | W+0,5 | B+R   | \    | 5-1       | Qualificato alla finale |
| Goro Suzuki         | X     | X     | X    | X     | X    | –     | W+R   | \    | 1-5       | Retrocesso              |
| Yoshio Segawa       | W+3,5 | X     | X    | X     | X    | X     | –     | \    | 1-5       | Retrocesso              |
| Minoru Kitani       | \     | \     | \    | \     | \    | \     | \     | –    | 0-0       | Retrocesso              |

### Finale
La finale è una sfida al meglio delle sette partite. Il detentore Kaku Takagawa ha affrontato lo sfidante scelto attraverso il processo di selezione.